# Kleinbahn Osterburg–Pretzier T 2
Der Triebwagen Kleinbahn Osterburg–Pretzier T 2 war ein Fahrzeug der Kleinbahn Osterburg–Pretzier.
Er wurde für den Betrieb auf der Kleinbahn beschafft, da auf dieser Strecke schon seit 1925 ein Benzoltriebwagen der DWK eingesetzt wurde und nach dem Ausbruch der Weltwirtschaftskrise der Betrieb weiter rationalisiert werden sollte. Der T 2 gilt als eines der ersten Fahrzeuge der so genannten Wettiner Triebwagen aus der Produktion der Gottfried Lindner AG in Ammendorf. Er erhielt bei der Kleinbahnabteilung des Provinzialverbandes Sachsen später die Bezeichnung T 4. Der Triebwagen wurde 1949 von der Deutschen Reichsbahn zunächst als VT 135 544 bezeichnet. Ab 1970 erhielt er die EDV-Bezeichnung 186 032-9.

## Geschichte
Nachdem die ersten Kleinen Wettiner bei Bahnen der Kleinbahnabteilung des Provinzialverbandes Sachsen gute Ergebnisse erzielten, wollten andere Privatbahnen Triebwagen dieser Konfiguration bestellen, um einen wirtschaftlichen Betrieb durchzuführen.
Die sofortige Weiterbeschaffung verzögerte sich, da sich die Kleinbahnabteilung und der Hersteller nicht über den Preis für die Fahrzeuge einigen konnten. Erst nach Verhandlungen wurde eine Einigung mit der Firma Lindner in Ammendorf erzielt. Um die Patentrechte der Waggon- und Maschinenbau Görlitz (WUMAG) nicht zu verletzen, mussten die Fahrzeuge anders gestaltet werden. Das betraf Bereiche der Innengestaltung, der Frontpartie und des Dachbereiches.
Der Triebwagen bestritt gemeinsam mit dem DWK-Triebwagen, der inzwischen zu einem Dieseltriebwagen umgebaut worden war, den Personenverkehr auf dieser Strecke. Die Anforderungen auf dieser Strecke waren nicht hoch, die maximale Steigung betrug 10 ‰, so dass der Triebwagen mit einem vierachsigen Beiwagen beobachtet werden konnte. Das Fahrzeug wurde nach dem Zweiten Weltkrieg und nach der Verstaatlichung der Kleinbahn weiter auf seiner Stammstrecke eingesetzt. Ab 1950 war der als VT 135 544 bezeichnete Triebwagen beim Bahnbetriebswerk Stendal beheimatet. Dabei muss er auf vielen Strecken der ehemaligen Altmärkischen Kleinbahn eingesetzt gewesen sein.
1971 wurde der VT 135 544 ausgemustert, nachdem er noch die EDV-Bezeichnung 186 032-9 erhalten hatte, die Verschrottung erfolgte 1972. Erhalten sind einige Aufnahmen in der Literatur.

## Konstruktive Merkmale
Der Triebwagen gehörte zu einer Serie von Triebwagen für die Kleinbahnen in der Provinz Sachsen, von denen die Waggon- und Maschinenbau Görlitz (WUMAG) in Görlitz 1933 die Konstruktion erstellt hatte. Dieses Fahrzeug war eines von vier, die von Lindner in Ammendorf gebaut wurden. Äußerlich lassen sich die Fahrzeuge von Lindner von denen der WUMAG durch die andere Dachform und die Spitzenlichter unterscheiden.
Das Untergestell und das Kastengerippe, das außen mit 1,5 mm starkem Blech verkleidet war, bestanden aus elektrisch verschweißten Baustahlprofilen. Konstruiert waren die Fahrzeuge als Solofahrzeuge. Dafür besaßen sie anfangs keine Zug- und Stoßvorrichtung. Für den Beiwagenbetrieb wie bei der Kleinbahn Osterburg-Pretzier wurden sie später mit leichter Zug- und Stoßeinrichtung versehen. Als Bremseinrichtung hatten sie eine einlösige Bremse der Bauart Knorr, die für einen Beiwagenbetrieb vorgesehen war. Gebremst wurden die Achsen nur einseitig. Gesandet wurde die Antriebsachse. Die Inneneinrichtung unterteilte sich in das Fahrgastabteil und die beiden Führerstände. Diese waren durch Trennwände und Drehtüren voneinander getrennt. Der Fußboden bestand aus Kiefernholz, das mit Linoleum belegt war. Über Klappen im Fußboden konnte die Maschinenanlage gewartet werden. Das Fahrzeug besaß 37 gepolsterte Sitzplätze mit Armlehnen, zur damaligen Zeit eine Verbesserung des Reisekomforts. Auf Grund der kurzen Streckenlänge wurde auf eine Toilette verzichtet.
Angetrieben wurde das Fahrzeug von einem Vierzylinder-Viertakt-Dieselmotor OM 65 von Mercedes-Benz. In den 1950er Jahren wurde der verschlissene Originalmotor durch einen Austauschmotor aus dem Kombinat Industrieverband Fahrzeugbau (IFA) ersetzt. Die Kraftübertragung erfolgte über das Mylius-Getriebe und ein Achswendegetriebe, das mit einer Drehmomentenstütze versehen war. Beheizt war das Fahrzeug über eine Warmwasserheizung, die so ausgelegt war, dass das Innere des Wagens bei −20 °C Außentemperatur auf +20 °C beheizt werden konnte.